# قشلاق (والانجرد)
قشلاق (بالفارسية: قشلاق) هي مستوطنة تقع في إيران في قسم والانجرد الريفي. يقدر عدد سكانها بـ 503 نسمة .